# Castellarnau
|  | Per a altres significats, vegeu «Castellarnau (desambiguació)». |

Castellarnau és una mansió senyorial del segle xiv al terme municipal de Sabadell, al Vallès Occidental. La masia de Castellarnau, també coneguda com a Torre Berardo, fou edificada probablement entre els segles xiii i xiv. Declarada Bé Cultural d'Interès Nacional l'any 1949. Actualment és un restaurant.

## Descripció
Conjunt format per la masia de planta baixa i pis, una torre de defensa adossada a la cara est i una capella, construïdes als segles xiii, xvi (1570) i xvii respectivament. El mas té teulada a dues vessants amb el carener perpendicular a la façana principal. S'hi accedeix per un portal d'arc de mig punt adovellat. Hi ha tres finestrals de tradició gòtica amb caps humans esculpits. A la cuina hi ha un portal d'estil renaixentista i el celler té arcs de sustentació.
La torre és de planta quadrada i té una alçada de 16,91 metres. Consta de planta baixa i quatre pisos i està rematada per un terrat. La torre es feta amb cantells de carreus, excepte els darrers metres que foren aixecats posteriorment amb obra de terrisser. A la segona finestra de la torre hi ha l'anagrama IHS amb la inscripció «Montserrat Borrell, 1575»

## Història
Entre les masies adscrites a la parròquia de Sant Julià d'Altura, una de les més destacades i antigues era la que pertanyia a Simó d'Arnau, la qual, encara que en els documents de l'any 1310 es denomina «castell», poc tenia a veure amb les característiques d'aquesta classe d'edificacions, ni per la situació ni per l'estructura.
Durant més d'un segle va pertànyer a la família Borrell, per compra feta l'any 1325. Un fill d'aquesta família, Narcís, es va casar el 1462 amb l'hereva de la masia coneguda com a can Maduixer, de la vila i terme de Terrassa. Després, per qüestions de dots i dominis de terres, les relacions entre totes dues famílies no van ser gaire cordials.
De les discussions entre els dos propietaris de can Maduixer (avui can Viver de la Torre Bonica) i can Borrell (avui torre de Berardo), sorgí una pugna consistent a veure quina de les dues cases construïa una torre més esvelta en la seva propietat. L'aposta fou guanyada pel primogènit de cal Maduixer, que, anys després, vengué la finca a la família Viver, finca que des de llavors es coneix com a can Viver de la Torre Bonica.

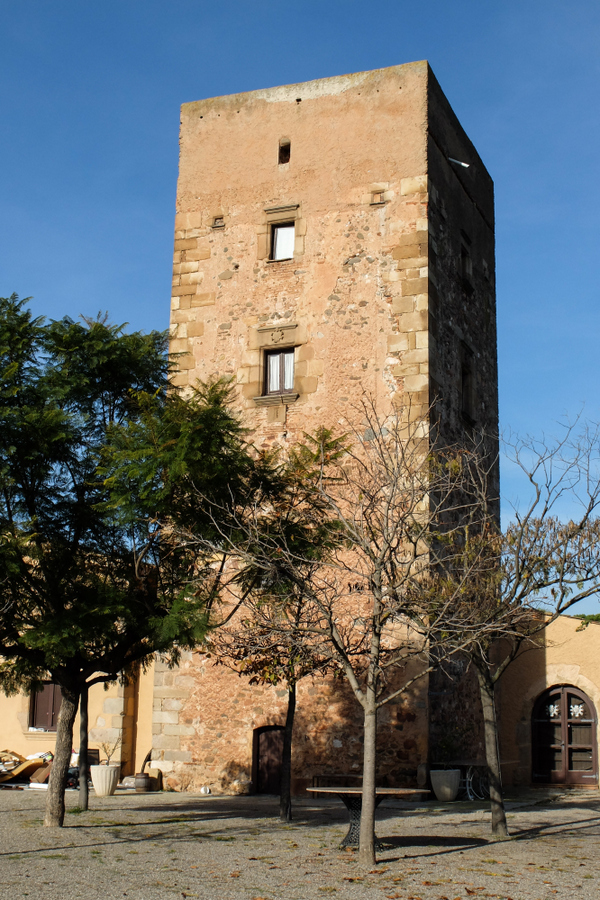
Castell de Castellarnau (desembre 2018)

La construcció de la torre de Castell Arnau arruïnà els Borrell de tal manera que un fill de l'amo acabà treballant de forner a can Viver. Tot per haver intentat construir una torre més sumptuosa que la del seu parent. La veu popular ha transmès de generació en generació aquesta curiosa història.
A la segona finestra de la torre hi apareix un escut amb les lletres J.H.S., la inscripció «Montserrat Borrell», i l'any 1575, que correspon a la construcció i a l'època del millorament de la finca. El 1622 es va vendre la propietat pel preu de 4.500 lliures barcelonines al genovès Francesc Berardo. Aquest només la va posseir per espai de 26 anys, però sigui pel fet que es tractava d'un estranger, sigui per haver-se fet pública la singular història de la torre, el nom de Berardo ha perdurat al llarg dels anys. D'aquesta època, 1629, és la capella que forma part del conjunt.
El 1648 l'adquireix, per compra, Joan Martí, de Barcelona, i res no hi canvia a l'estructura fins ara.